# Taraconica betsimisaraka
Taraconica betsimisaraka är en fjärilsart som beskrevs av Pierre E.L. Viette 1965. Taraconica betsimisaraka ingår i släktet Taraconica och familjen nattflyn. Inga underarter finns listade i Catalogue of Life.